# Albardeiros
Albardeiros ist ein kleines Dorf mit etwa 10 Einwohnern der Gemeinde Vale de Estrela in den Bergen der Serra da Estrela in Portugal. Im Volksmund lautet die Ortsbezeichnung nos albardeiros (port. bei den Sattlern). Nachdem der Ort vor Jahrzehnten noch über 50 Einwohner zählte, sank die Zahl bis auf 5 im Jahr 2009. In dem Zusammenhang wird gelegentlich über den abgeschiedenen Ort und seine überalterten Bewohner überregional berichtet.

## Geographie

### Naturraum
Albardeiros liegt auf dem südlichen Sporn eines Granitplateaus der Serra da Estrela, das von Guarda herreicht, und befindet sich auf einer Höhe von etwa 850 m ü. NN. Vom Dorf öffnet sich die Sicht über die Cova da Beira, eine vom Zézere durchflossene fruchtbare Ebene mit der mittelalterlichen Festungsstadt Belmonte und der Serra da Gardunha am Horizont. Die Serra da Estrela gehört zum Iberischem Scheidegebirge. Die Bäche, die Albardeiros mit Wasser speisen, fließen in den Bach von Santo Amaro und entwässern über den Zêzere und Tejo in den Atlantik.

### Verwaltung und Lage
Albardeiros ist der einzige Ausbau der Gemeinde (Freguesia) Vale de Estrela, Kreis (Concelho) Guarda und Distrikt Guarda in Portugal. Der Naturpark Serra da Estrela (PNSE) liegt zwei Kilometer entfernt.
Die Nachbargemeinden sind das 4 km entfernte Aldeia do Bispo und das ähnlich weit entfernte Vela.
Nähe zu Spanien
50 Kilometer östlich befindet sich die Grenze zu Spanien. Das portugiesische Grenzland ist daher von Festungsstädten wie Belmonte und Guarda überzogen, die auch auf Wanderwegen und Themenrouten erkundet werden können, etwa die Aldeias Históricas de Portugal oder die Orte der Rede de Judiarias, welche sich durch ihre jüdische Vergangenheit auszeichnen.
In Albardeiros kann spanisches Radio und Fernsehen per Antenne empfangen werden.

## Geologie
In Albardeiros und Umgebung steht der Granit von Covilhã an. Ringsum, in Guarda, Vale de Estrela, Seixo Amarelo und Gonçalo findet sich hingegen Granit von Seia. Die Gebäude in Albardeiros sind in den anstehenden Fels eingetieft und aus den so gewonnenen, 60 bis 90 Zentimeter starken Granitblöcken errichtet. Die Landschaft um Albardeiros ist geprägt von Granit und seinen Felsformationen.

## Wirtschaft

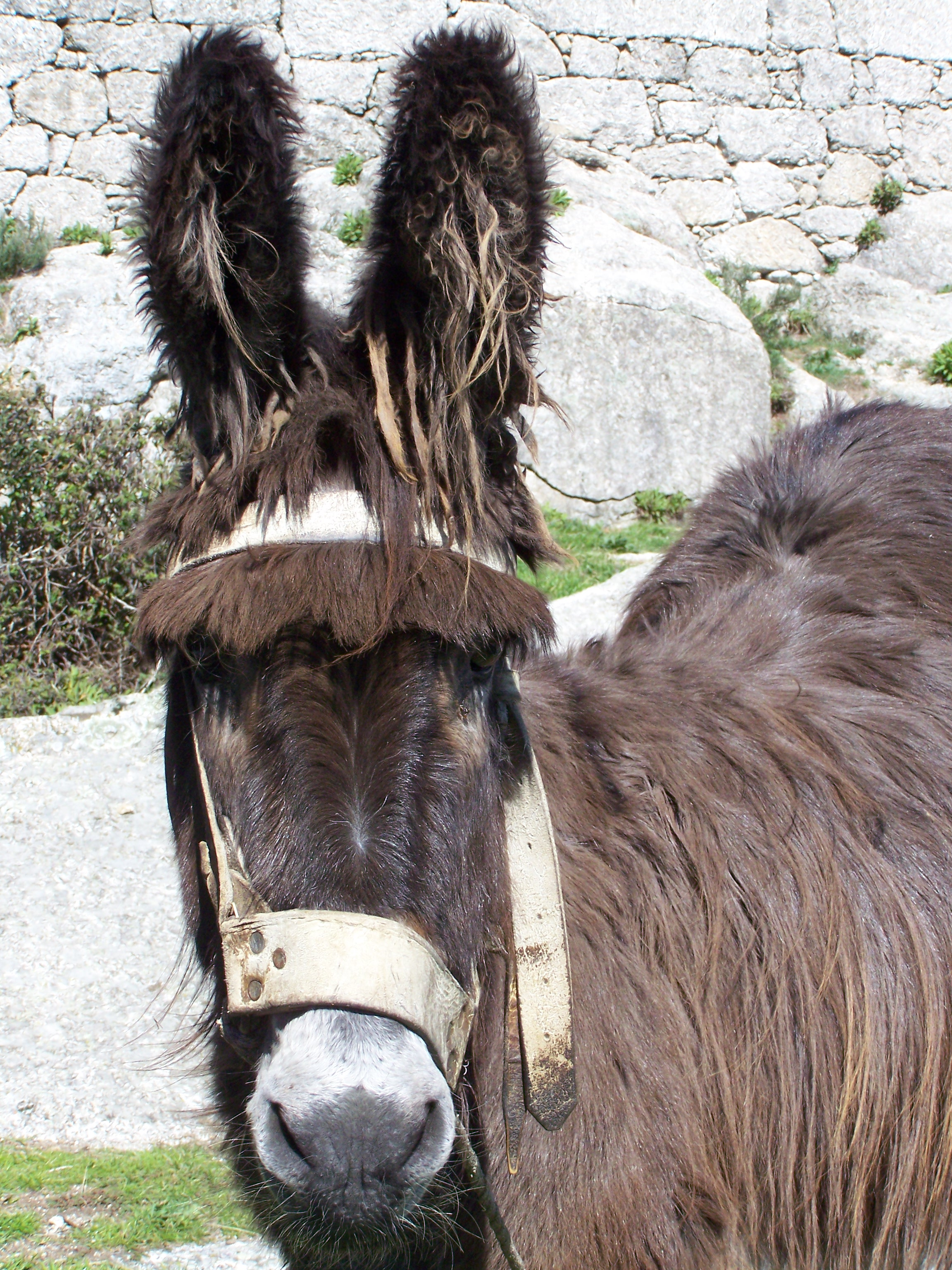
Einer von drei Eseln in Albardeiros

In Albardeiros dominiert traditionell die Subsistenzwirtschaft. Die Bewohner leben heute weitgehend von Altersrenten und betreiben die Landwirtschaft im Nebenerwerb. Auf den eigens dafür angelegten Terrassen unmittelbar vor dem Dorf wird Acker- und Gartenbau betrieben. Weiter entfernte Terrassen verwildern aufgrund der Landflucht. Ein Hirte mit seinen ca. 20 Ziegen sorgt dafür, dass die Wege und die Allmende durch Verbiss offengehalten werden. Es werden außerdem drei Esel, eine Kuh, Hühner, ein Schwein, Katzen und ein Hund gehalten. Der Hund, auf dem Bild zu sehen, ist ein Mischling aus Cão Serra da Estrela und Bernhardiner. Bedeutende Kulturbäume sind die Esskastanie, Kirsche (siehe Kirschen von Fundão) und Pfirsich. Einen Nebenverdienst stellt der Verkauf von Ziegenkäse dar, der aus unpasteurisierter Ziegenmilch, Cardo (cynara cardunculus) und Salz hergestellt wird.
Im Ort gibt es keine öffentlichen oder privaten Einrichtungen des Handels oder der Verwaltung. Die Versorgung der Ortschaft erfolgt über Händler, die mit Lieferwagen die Dörfer im Kreis bedienen. So verkauft ein Bäcker hier dienstags und freitags Brot, und ein Lebensmittelhändler bietet seine Waren am Mittwoch an (Stand: Juli 2008).
Tourismus erfolgt hier lediglich durch Wanderer oder gelegentlich durch eine Jugendgruppe aus anderen Ortschaften im Kreis. Betriebe des Gastronomie- oder Hotelgewerbes existieren hier nicht (Stand: Juli 2008).

### Esskastanie
Die Esskastanie ist für die lokale Wirtschaft ein besonders wichtiger Baum. Man hat ihr deshalb in der Nachbargemeinde Aldeia do Bispo ein Museum gewidmet. Die Esskastanie dient als Frucht, entweder geröstet, als Maronenmus oder in der Suppe, als Rohstoff für Kastanienkörbe und als Bauholz. In der Umgebung von Albardeiros sieht man einige ausgebrannte Esskastanienstämme, manche davon schlagen wieder aus. In Aldeia do Bispo wurde eine neue Plantage von Esskastanien angelegt.

## Flora
Außerhalb der Terrassen dominiert seit dem Waldbrand vom 7. August 2003 der Bewuchs mit weißem Spanischem Ginster (Cytisus multiflorus). Dieser ist vergesellschaftet mit Lavendel (Lavandula stoechas) und gelbem Portugiesischem Ginster (Cytisus striatus). Der Spanische Ginster blüht von März bis April, der Portugiesische Ginster darauf im Mai. Beide Ginster werden geschnitten und als Brennmaterial oder Streu und dann als Dung verwendet. Sie dienen auch als Futterpflanze für Esel, Ziege und Biene. Ohne menschlichen Einfluss würde sich als Klimaxgesellschaft mediterraner Eichenwald einstellen. Solitäre Kiefern und Scherben von Harzauffangtöpfen zeugen von den einstigen Kiefernplantagen.
Seltene Pflanzen
In der Umgebung von Albardeiros wachsen wilde Zwergnarzissen, u. a. die Engelstränen-Narzisse (Narcissus triandrus).

## Fauna

### Vögel
- Der Wiedehopf (Upupa epops), in Zentraleuropa so gut wie ausgestorben, ist mit einem Paar vertreten. Seinen Ruf (pu-pu-pu) hört man täglich, außer im Winter, wenn sich der Vogel zum Überwintern in Afrika befindet. Ein weiteres Paar nistet in Aldeia do Bispo.
- der auch in Spanien seltene spanische Spatz oder Weidensperling (Passer hispaniolensis)
- das Rothuhn (Alectoris rufa)
- der Schmutzgeier (Neophron percnopterus)
- die Feldlerche (Alauda arvensis)
- der Lanius senator
- der Häherkuckuck (Clamator glandarius)

### Wolf und Luchs
Der Wolf wurde seit den 80er Jahren nicht mehr gesehen und wurde wahrscheinlich endgültig durch den Bau der Autobahn A23 von der Serra da Estrela abgeschnitten. Gleiches gilt für den Iberischen Luchs, der wild möglicherweise noch in der Serra da Malcata vorkommt.

### Reptilien
- Mauergecko (Tarentola mauritanica)
- Vipernatter (Natrix maura)

## Wappen
Albardeiros besitzt kein eigenes Wappen. Das Wappen der Gemeinde Vale de Estrela (port. Tal des Sterns analog zu Serra da Estrela, port. Sternengebirge) zeigt ein grünes Tal, einen blauen Stern auf gelbem Grund und darüber ein Webschiff, das auf die einstige Bedeutung der Textilproduktion verweist (rota da lã).

## Sehenswertes

### In Albardeiros
- Ortsbild
- Landschaft

### In der Umgebung
- die Festungsstadt Belmonte
- der römische Turm von Centum Celas
- das mittelalterliche Guarda
- das Kastanienmuseum von Aldeia do Bispo
- Gonçalo, die europäische Hauptstadt der Korbflechterei
- Serra da Estrela, Naturpark Serra da Estrela
- Torre, der höchste Berg Kontinentalportugals
- das Tal des Zézere, ein eiszeitliches U-Tal
- denkmalgeschützte Dörfer (Aldeias Históricas de Portugal)
- mittelalterliche Judenviertel (Rede de Judiarias)

## Naherholung
- Strand von Belmonte
- Strand am Staudamm Caldeirão
- Klettern am Staudamm Caldeirão
- Wintersport in der Serra da Estrela am Torre
- Wandern
- Mountain-biking
- Bird-watching

## Verkehr

### Straße
Albardeiros verfügt über keine asphaltierte Straßenverbindung. Von dem an der N18 gelegenen Aldeia do Bispo führt ein vier Kilometer langer, gut befahrbarer Schotterweg zum Ort. Die Anfahrt über Vela, ebenfalls ein vier Kilometer langer Schotterweg, ist dagegen stärker von der Witterung abhängig. Nach Vale de Estrela, der zugehörigen Gemeinde, gelangt man traditionell nur zu Fuß (zirka eine Stunde). Der Siedlungskern ist für den Autoverkehr unzugänglich. Es kann aber am Ortseingang geparkt werden.
Die nächste Autobahnabfahrten sind die Anschlussstellen Nr. 34 (Guarda) oder 35 (Benespera) der Autobahn A23.
Entfernungen
- zum Flughafen Porto (OPO): 225 Kilometer (davon 203 Kilometer Autobahn)
- zum Flughafen Lissabon (LIS): 319 Kilometer (davon 295 Kilometer Autobahn)
- zum Flughafen Valladolid (VLL, Spanien): 296 Kilometer (davon 262 Kilometer Autobahn)

### Bahn
Die nächstgelegenen Bahnhöfe der Portugiesischen Eisenbahnen sind Sabugal, Benespera, Belmonte-Manteigas und Covilhã an der Eisenbahnstrecke Linha da Beira Baixa, sowie Guarda an der Linha da Beira Alta. In Guarda besteht auch Anschluss an den Fernverkehr, etwa an Fernzüge nach Spanien und Frankreich, oder den traditionsreichen Nachtzug Sud-Express nach Paris. Besonders reizvoll ist die Anreise auf der Bahnstrecke Linha da Beira Baixa entlang des Tejo, mit Sehenswürdigkeiten wie z. B. der Burg Almourol und Portas de Rodão.

## Medien
Mobilfunk
Albardeiros verfügt über ausgezeichneten Mobilfunkempfang.
Festnetz
Albardeiros ist an das Telefonfestnetz angeschlossen.
Fernsehen und Radio
Es kann sowohl portugiesisches als auch spanisches Fernsehen und Radio per Antenne empfangen werden.

## Kartenmaterial
- Blatt 214 der Carta Militar de Portugal M888